# Karkar
Karkar é uma ilha vulcânica no mar de Bismarck, na Papua-Nova-Guiné. Tem um vulcão de 1839 m de altitude e duas caldeiras, cuja última erupção data de 1979. Houve uma erupção registada em 1895. Administrativamente pertence à região de Momase, província de Madang. Fica a noroeste do estreito de Vitiaz.
A ilha tem 362 km2 (25 km de comprimento e 19 km de largura) e cerca de 50000 habitantes, a maior parte dos quais católicos ou luteranos, e que falam a língua takia ou a língua waskia.
Os primeiros ocidentais a ver a ilha terão sido Willem Schouten e Jacob le Maire, que lhe chamaram "ilha alta". Em 1643 Abel Tasman passou por lá. William Dampier visitou-a, talvez em 1699. 